# 朗戈涅
朗戈涅（法語：Langogne，法語發音：[lɑ̃ɡɔɲ]），法国南部城市，奥克西塔尼大区洛泽尔省的一个市镇，隶属于芒德区，其市镇面积为31.41平方公里，2022年1月1日时人口数量为2,860人，在法国城市中排名第3,820位。
朗戈涅位于洛泽尔省东北部，阿列河左岸，与阿尔代什省及上卢瓦尔省接壤，是一个区域性的中心城市，圣日耳曼代福塞－尼姆铁路由此通过。

## 地名来源
“朗戈涅”一名来源于高卢语“lingo”，意为“落差”，可能与当地的自然地形特征有关。

## 历史
朗戈涅建成于中世纪中期，彼时勒皮主教在此修建了一处修道院，其附近逐渐形成聚落。中世纪末期，朗戈涅长期为热沃当的一处交通驿站，因纺织业而兴盛。宗教战争期间，新教徒曾烧毁了朗戈涅的教堂。法国大革命后，朗戈涅成为洛泽尔省的一个市镇，并在1790至1795年间为该省的一个地区行署。1870年，途径朗戈涅的圣日耳曼代福塞－尼姆铁路建成运行。1976年，朗戈涅境内西侧开始修建诺萨克水库，由于该水库的建成淹没了大片的土地，引发这一区域居民的不满，当地于1977年5月9日爆发了大规模的示威游行。水库建成后，原诺萨克的部分区域划至朗戈涅。

## 地理

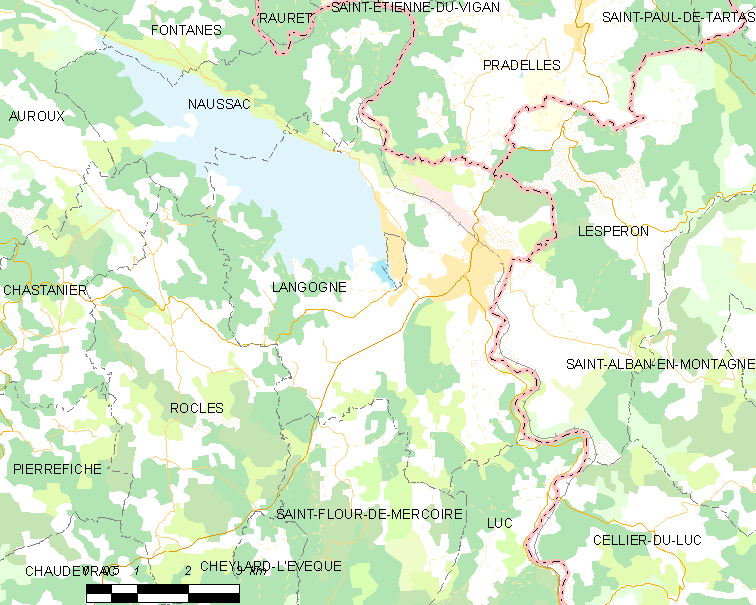
朗戈涅市镇范围地图

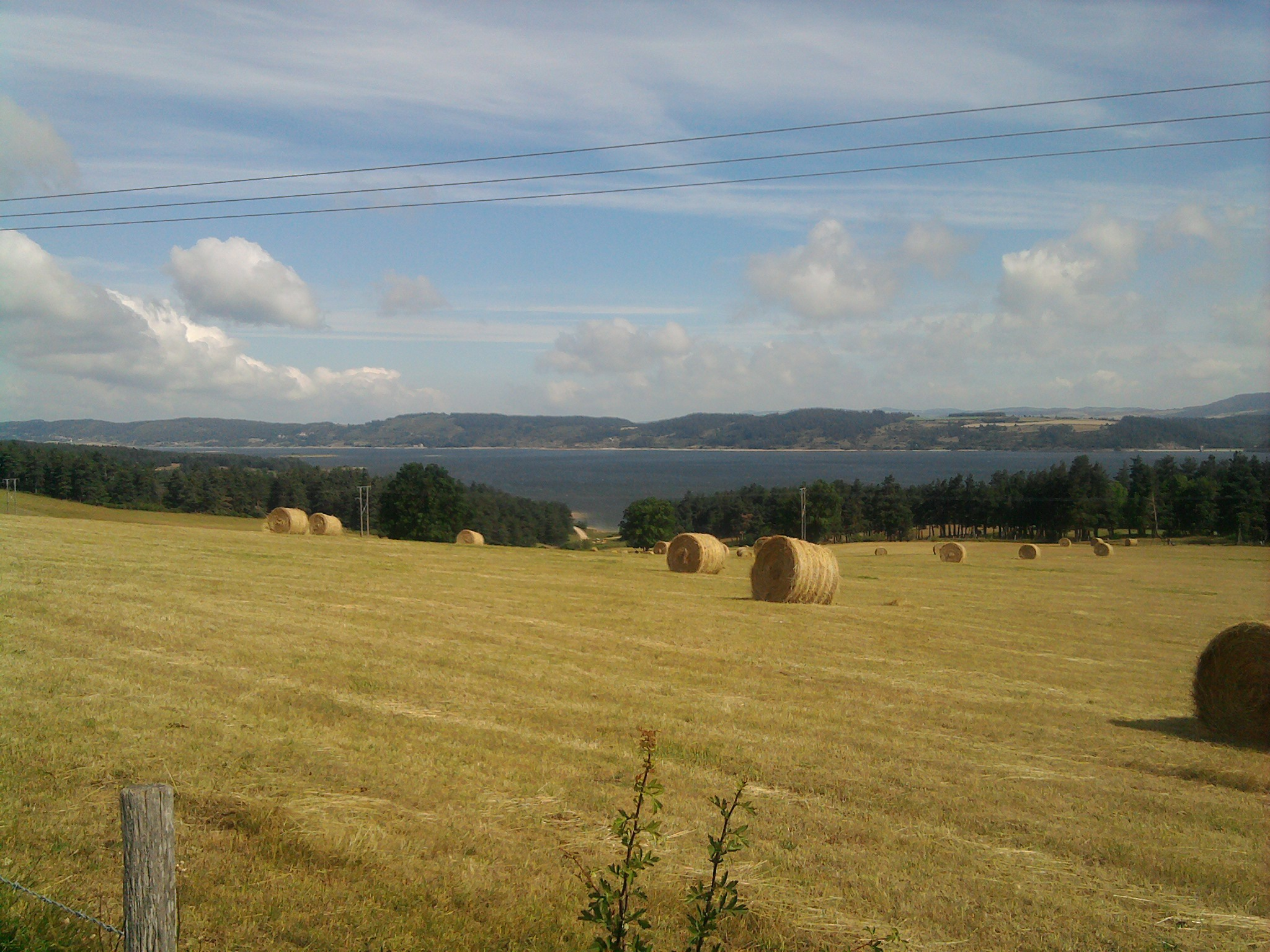
诺萨克湖附近的草地

朗戈涅位于法国南部，奥克西塔尼大区东北部和洛泽尔省东北部，距离省会芒德大约47公里。与朗戈涅接壤的市镇包括：莱斯佩龙、普拉代勒、吕克、圣弗卢尔德梅夸尔、罗克勒、诺萨克-丰塔讷。

### 地形
朗戈涅位于法国中央高原腹地，境内以山地和丘陵为主，市镇中心地势较为平坦，全境海拔在886到1,097米之间。

### 水文
朗戈涅属于卢瓦尔河流域，其第一大支流阿列河自南向北流经境内，朗古伊鲁河在此与其交汇。此外诺萨克湖的部分区域亦位于朗戈涅的市镇范围内。

### 植被
朗戈涅属于温带阔叶混交林区，因其海拔较高，故境内又有温带针叶林分布。公共花园（Jardin Public）是当地主要的城市绿地，林地则广泛分布于市区四周的山地地区。
在鲜花城市的评比中，朗戈涅被评为1星级鲜花城市。

### 气候
朗戈涅在柯本气候分类法中属于山地气候。

## 行政区划
朗戈涅是法国奥克西塔尼大区洛泽尔省的一个市镇，编号为48080。朗戈涅隶属于芒德区和洛泽尔省选区，管理朗戈涅县，同时也是上阿列市镇公共社区的办公驻地。
法国国家统计与经济研究所（简称）在进行数据统计时，将朗戈涅单独设为朗戈涅城市核心区，并将包括核心区在内的周边共5个市镇划为朗戈涅城市区。自2020年起，朗戈涅城市区被撤销，其附近区域未新划分为城市辐射区。此外，还将朗戈涅市镇整体看作一个“块区”（IRIS），以便于统计人口分布情况。

## 交通

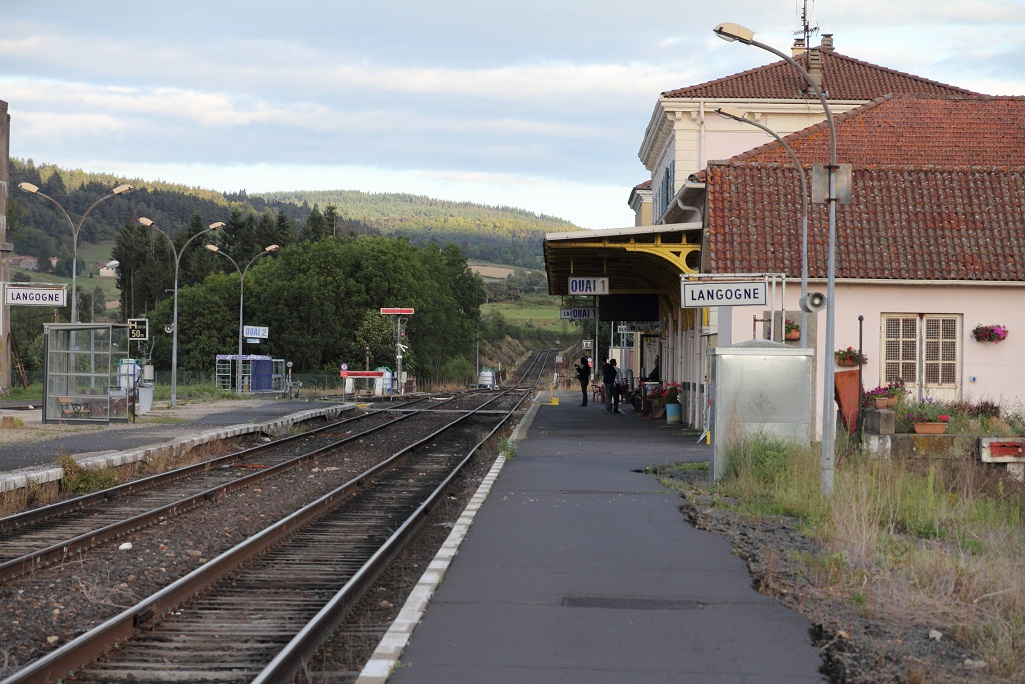
朗戈涅火车站

### 公路
多条洛泽尔省省道在朗戈涅境内交汇，奥克西塔尼大区下属的城际客运提供巴士线路，可前往周边部分市镇。
2018年，50.4%的朗戈涅家庭拥有至少一辆私人汽车。2019年，朗戈涅境内共发生各类交通事故1起，造成1人受伤。

### 铁路
朗戈涅位于圣日耳曼代福塞－尼姆铁路上。朗戈涅站位于市区北部，停靠往返于克莱蒙费朗和尼姆一线的区域列车。

### 航空
距离朗戈涅最近的民用航空站为勒皮机场，距离朗戈涅市中心的公路里程约46公里。

### 城市公共交通
截至2021年12月，朗戈涅暂无城市公共交通系统。

## 政治
朗戈涅的现任市长为马克·奥齐尔先生（Marc Oziol），他是社会党的一名成员，在2020年的市政选举中获得了55.02%的支持率。
在2017年的法国总统大选中，法国第25任总统埃马纽埃尔·马克龙在朗戈涅获得了64.02%的支持率。

## 人口
2018年，朗戈涅市镇人口数量为2,886，在法国排名第3,820位。其中男性1,417人，女性1,469人，75岁及以上人口占13.8%，外籍人口数量为790人，人口密度为92人/平方公里，当地居民被称为（男性）或（女性）。2019年，朗戈涅境内出生18人，死亡人口52人。
| 年份   | 1936  | 1946  | 1954  | 1962  | 1968  | 1975  | 1982  | 1990  | 1999  | 2006  | 2011  | 2016  | 2018  |
| ------ | ----- | ----- | ----- | ----- | ----- | ----- | ----- | ----- | ----- | ----- | ----- | ----- | ----- |
| 人口數 | 4,145 | 4,332 | 4,212 | 4,184 | 4,096 | 3,760 | 3,542 | 3,380 | 3,095 | 3,071 | 2,969 | 2,886 | 2,886 |

## 经济
截止2021年12月，朗戈涅共有各类用人单位（包含自雇）602家，平均历史为20年，其中99.7%为中小型企业（PME）。（大型零售）、（预制板生产）及（暖通设施安装）是当地2020年营业额最高的三个企业，分别为18,173,527欧元、1,882,049欧元和1,801,231欧元。

## 财政与居民收入
2019年，朗戈涅的财政收入总额为3,519,700欧元，财政支出总额为3,502,050欧元，当年的债务总额为2,285,920欧元。 2021年，朗戈涅共获得842 482欧元的国家财政补助，比上一年增加了0.47%。
2019年，朗戈涅的人均月收入总额为1,824欧元，其中高级职员为3,025欧元，低于法国平均水平（4,230欧元）；中级职员为2,040欧元，低于法国平均水平（2,411欧元）；普通职员为1,583欧元，亦低于法国平均水平（1,740欧元）。
2018年，朗戈涅境内的青壮年（15至64岁）失业率为13.9%，当地41.7%的家庭拥有纳税资格，平均纳税2,222欧元，低于法国平均水平（3,910欧元）。

## 社会事务

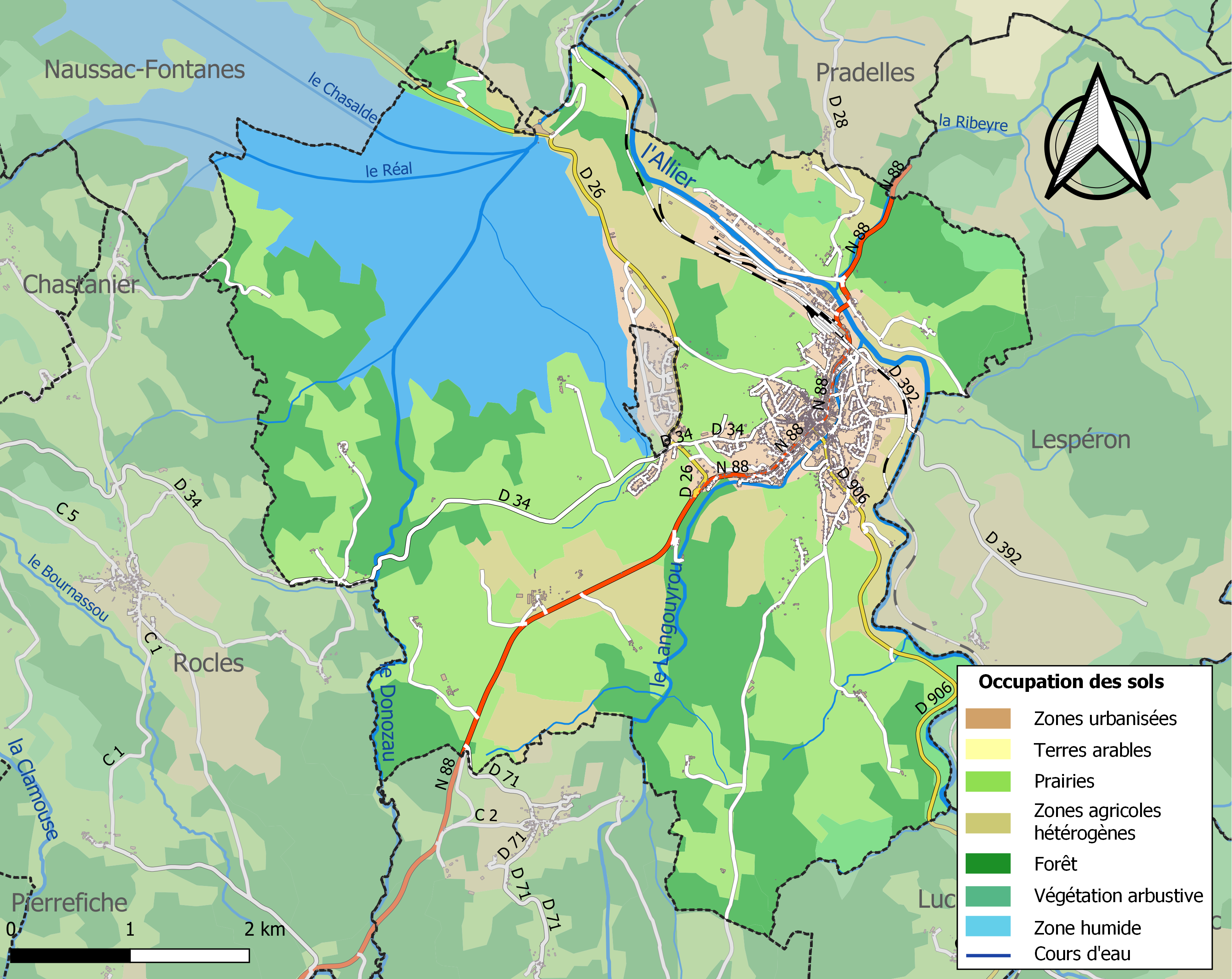
朗戈涅土地利用情况地图

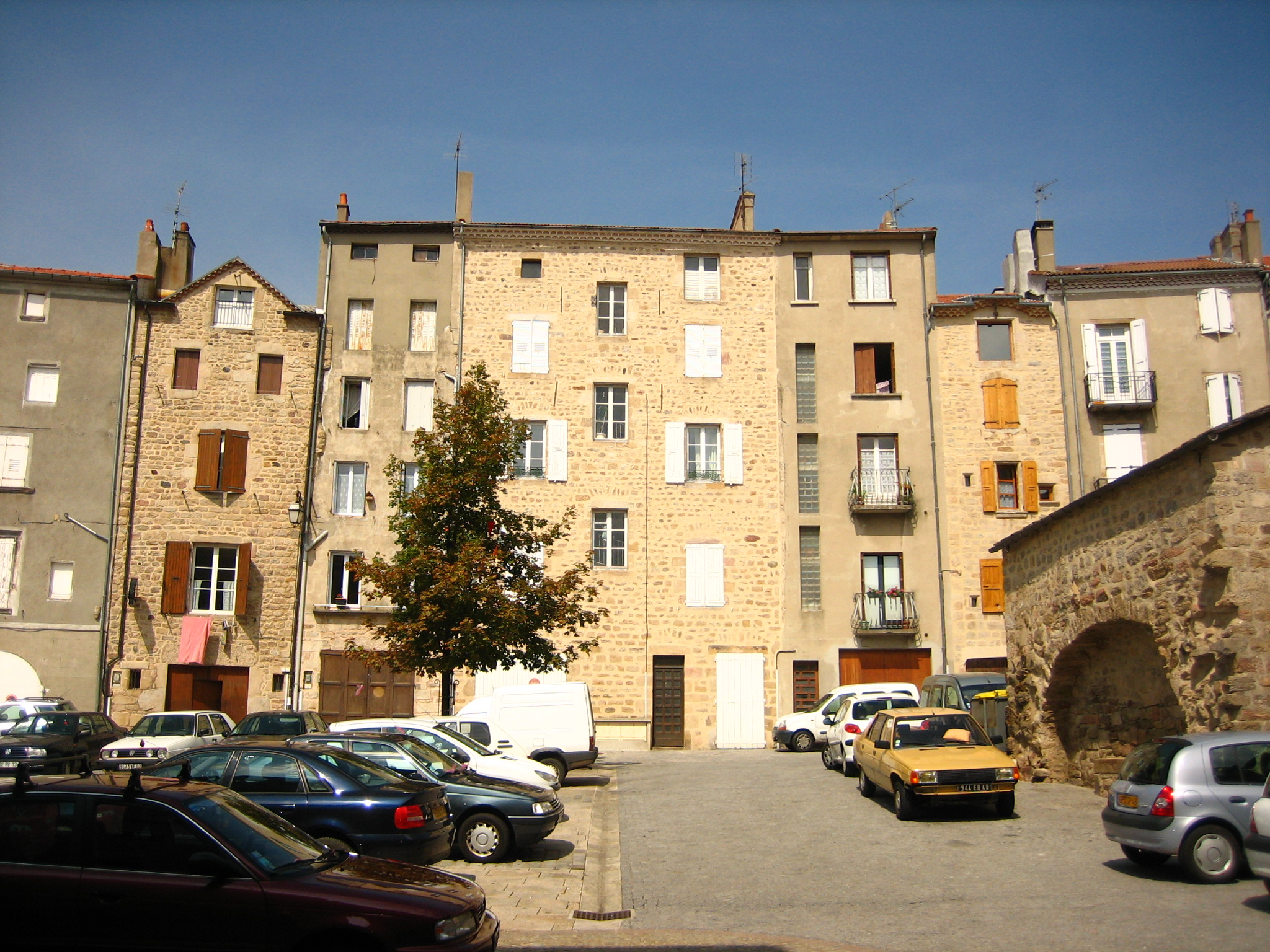
朗戈涅市中心的一处广场

### 教育
朗戈涅属于蒙彼利埃学区。截止2020年1月1日，朗戈涅境内共有1所幼儿园、2所小学、2所初级中学和1所普通高中。2018至2019学年度，朗戈涅境内共有在校中等教育阶段学生644名。

### 医疗
截止2020年1月1日，朗戈涅境内共有全科医生5名、保健师6名、牙医3名和助产士1名。境内共有药房3家、养老院1家、残疾人帮扶中心2家。
朗戈涅中心医院（Centre Hospitalier de Langogne）是法国的一个区域性医疗机构，其主病区位于朗戈涅市区，设有床位183个，是当地规模最大的公立综合性医院。

### 住房
2018年，朗戈涅境内共有各类住房2,260套，其中56.4%为独立式居民区，43.4%为集中式居民区。常住房屋占朗戈涅市镇范围内居民建筑总量的62.0%。
在住房保障政策方面，2020年，朗戈涅境内共有377户家庭获得了住房经济补助，受益人数占总人口数量的13.1%，其中366份为房租补助。

### 商业
2019年，朗戈涅境内共有各类实体商铺111家，其中餐厅17家、大型超市4家、杂货店1家、面包房5家、肉铺3家、书店1家、装饰品店1家、银行门店4家、美容美发店5家、汽车维修店10家。市区东部建有一家Intermarché超市。

### 体育
2020年，朗戈涅境内共有1家游泳池、1间体育馆、1座综合体育场、2处足球或橄榄球场、2处篮球或排球场以及1处高尔夫球场。
截至2021年12月，朗戈涅体育俱乐部（S.C. Langogne）是当地唯一的注册足球队，2021至2022赛季参加奥弗涅-罗讷-阿尔卑斯大区足球联赛。

### 环境
朗戈涅的环境事务由其所属的公共社区负责。2019年，朗戈涅境内共有1家污染企业。

### 治安
2019年，朗戈涅市镇范围内有1处宪兵队。
朗戈涅所在地是芒德宪兵总队的管辖范围。2020年，该宪兵总队辖区内共112个市镇累计发生各类案件1,202起，其中盗窃类案件546起，经济类案件203起，毒品交易类案件76起。

## 文化
2020年，朗戈涅境内共1家电影院。朗戈涅市政府提供多媒体中心，向公众全年开放。

### 建筑
朗戈涅境内有多处法国国家文物保护单位，其中朗戈涅集市大堂、圣热尔韦-圣普罗泰教堂等为当地的地标性建筑物。

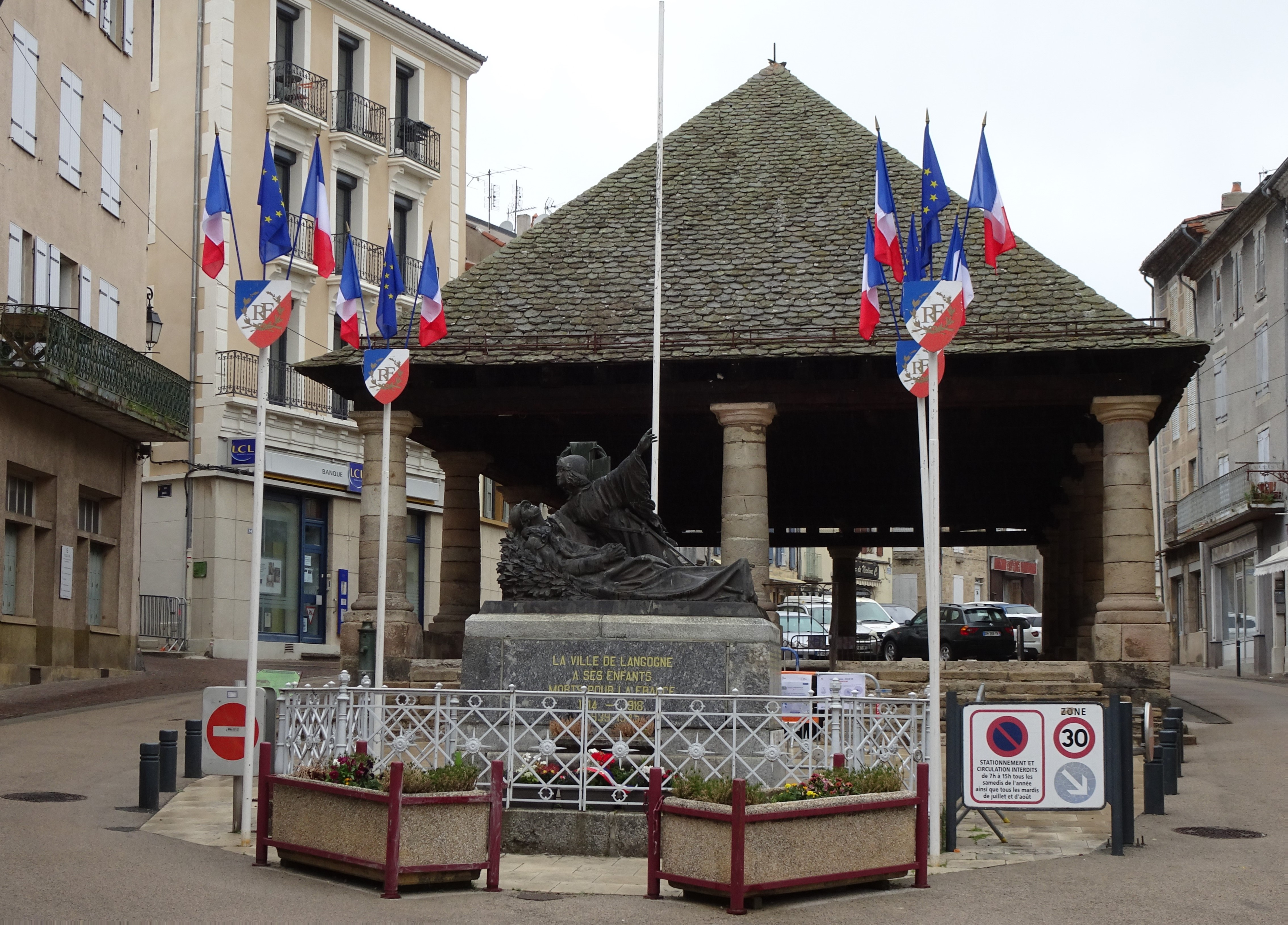
集市大堂及前方的烈士纪念碑
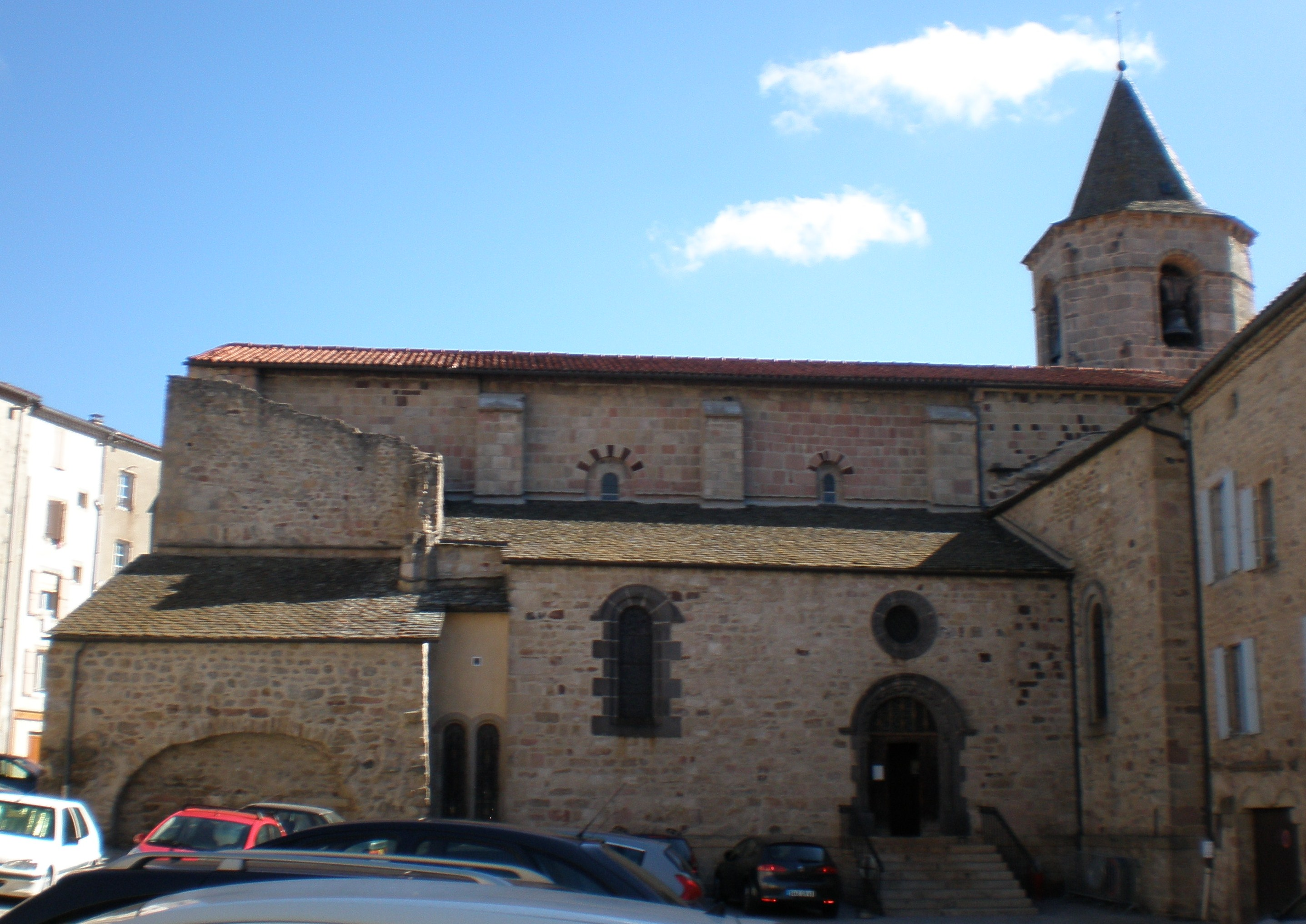
圣热尔韦-圣普罗泰教堂（法语：Église Saint-Gervais-Saint-Protais de Langogne）
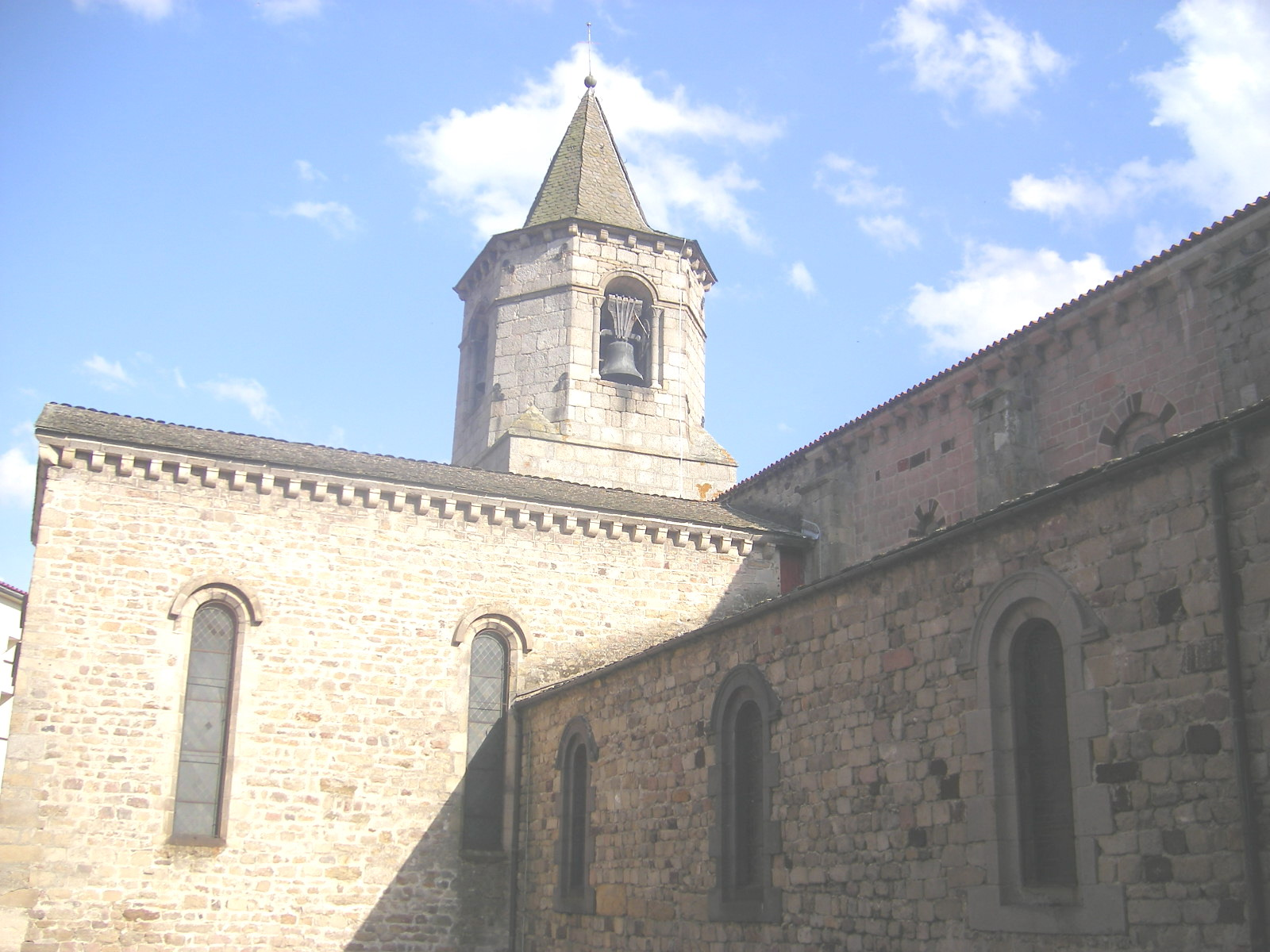
修道院
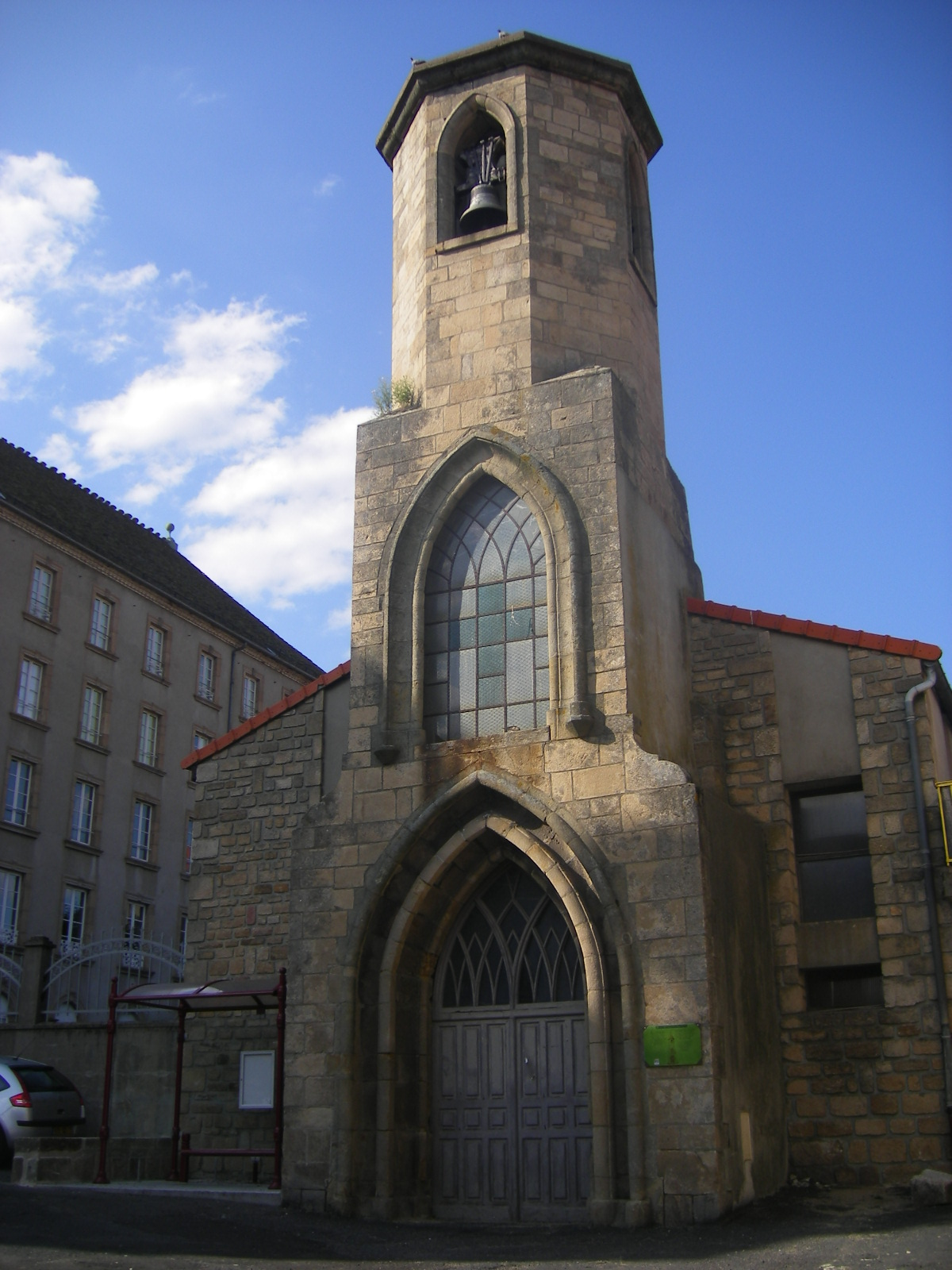
监狱小教堂
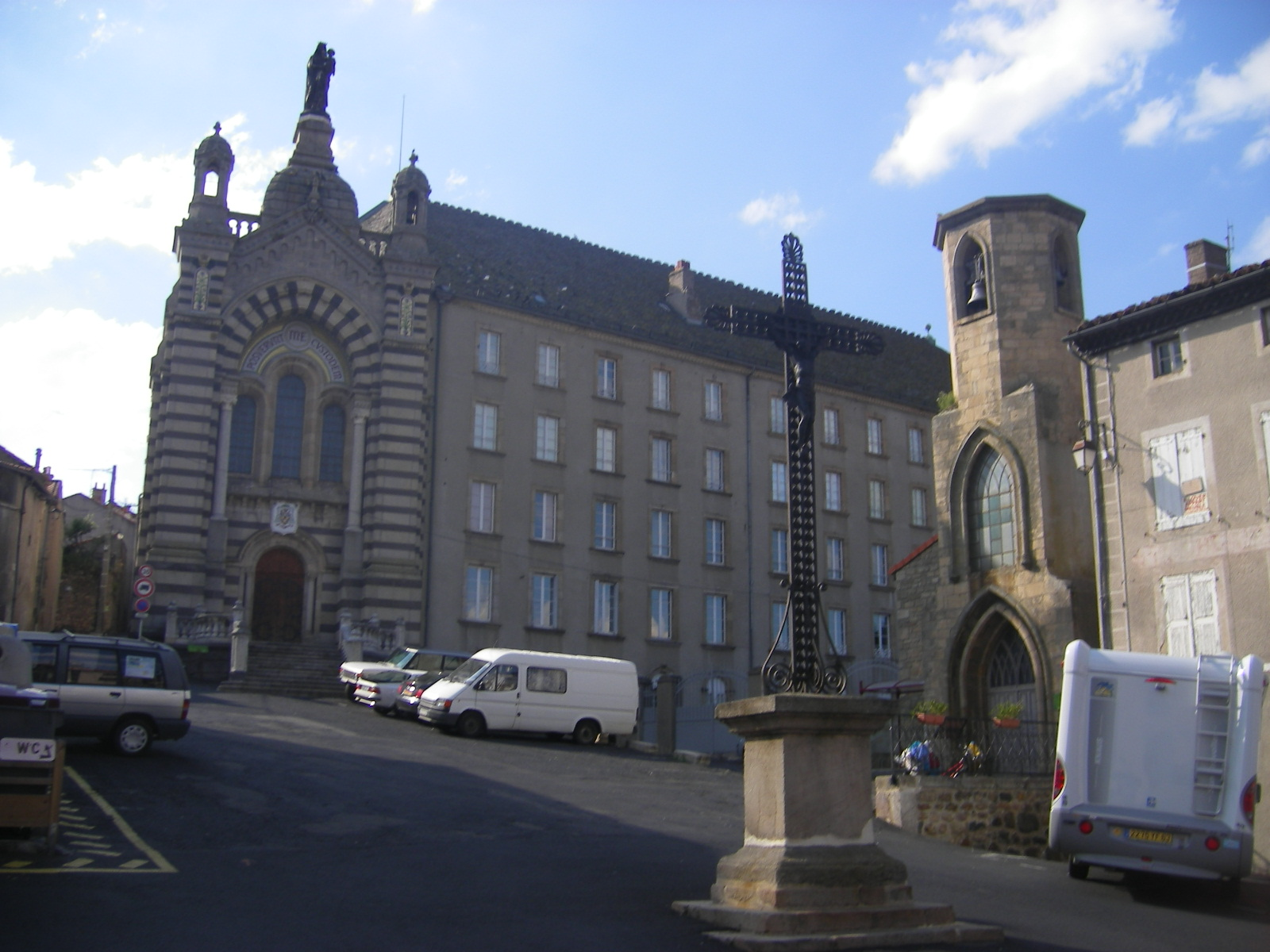
圣母教堂
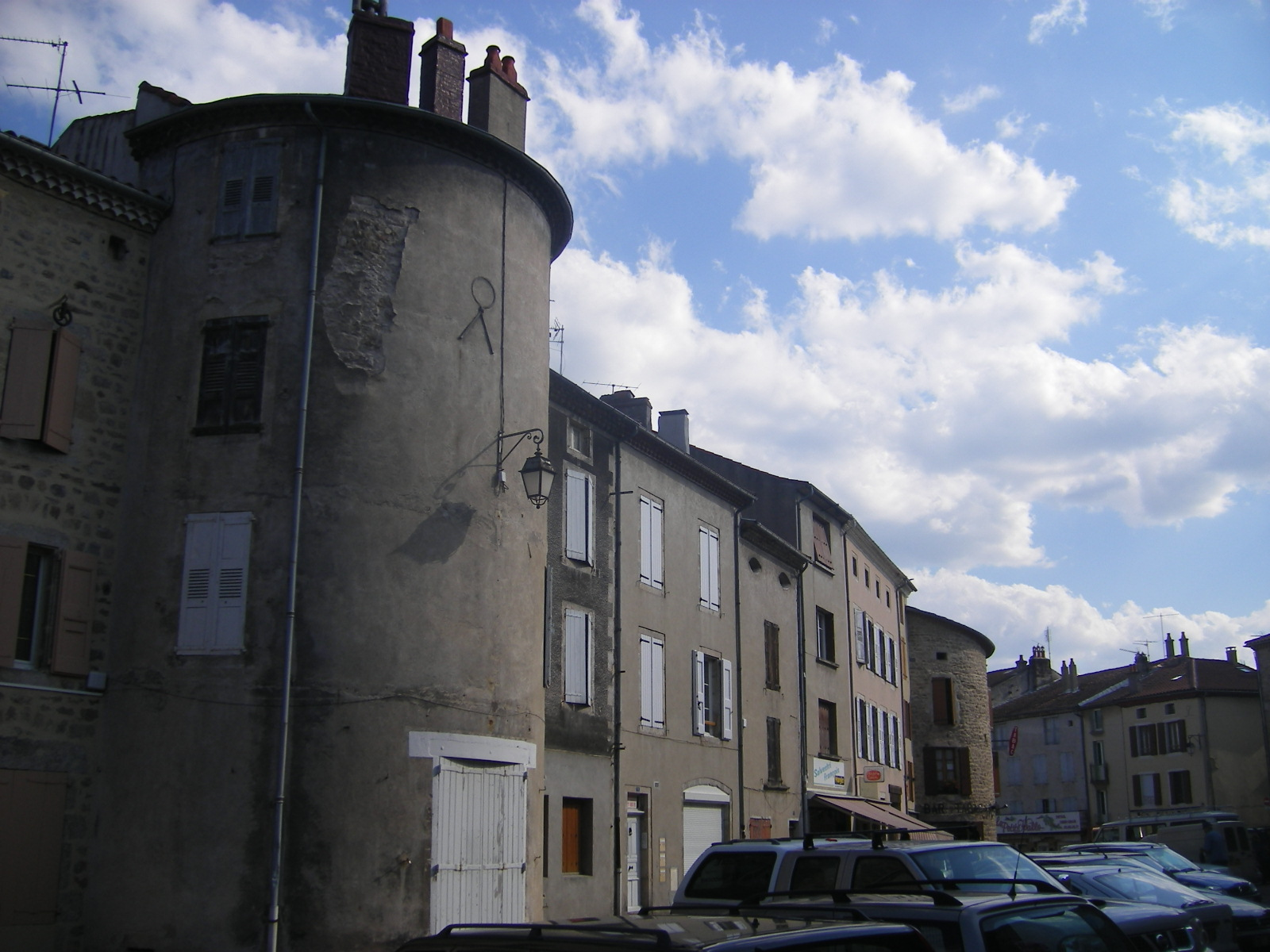
民居
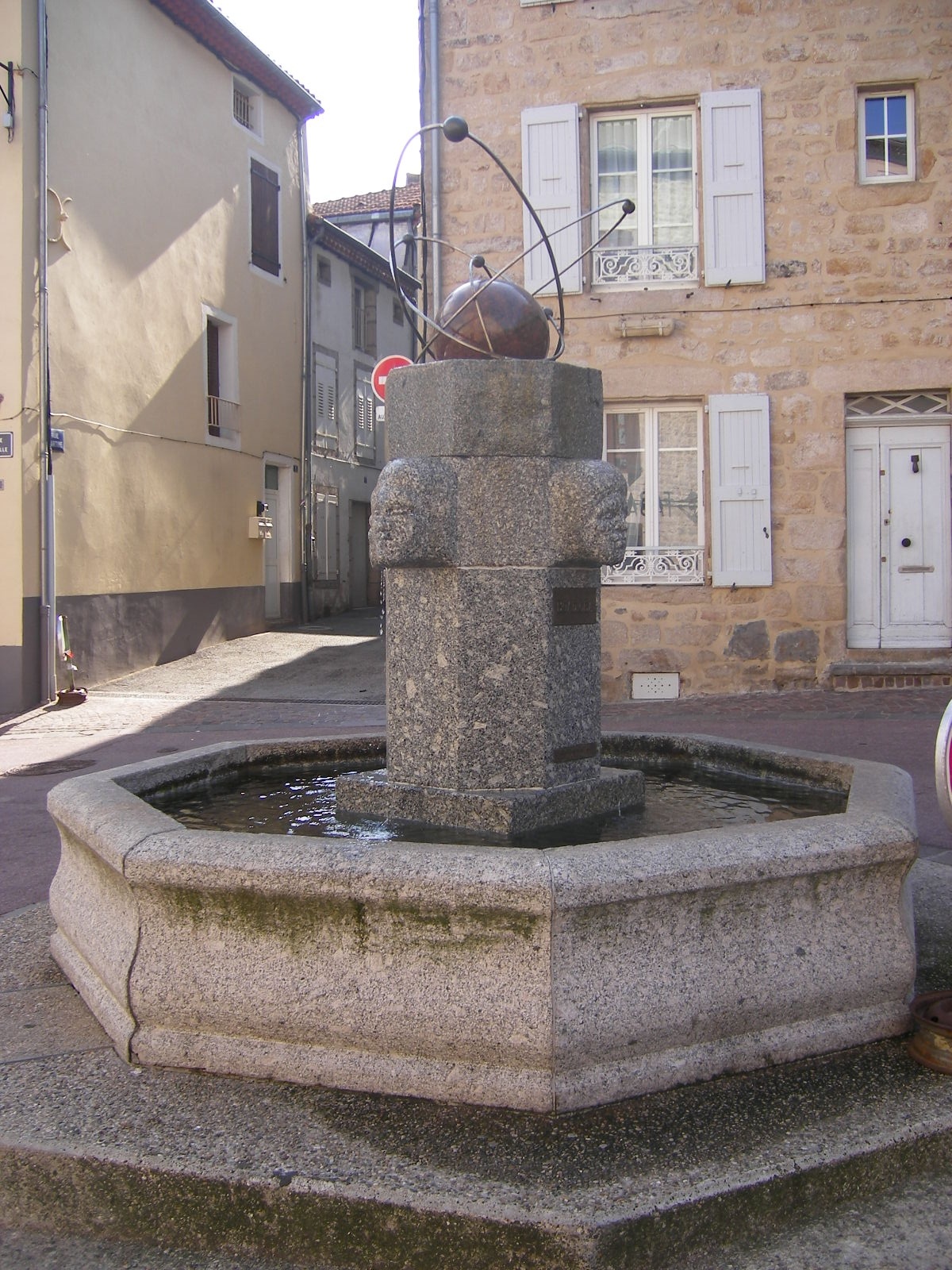
喷泉

### 旅游
朗戈涅的旅游事务由其所属的公共社区负责。2021年，朗戈涅境内共有4家酒店共计65间房间；另有2个露营地，可容纳共271辆露营车。

### 媒体
法国主要的媒体均可在朗戈涅接收，法国电视三台下属的奥克西塔尼大区频道在部分时段播出朗戈涅所属区域的地方新闻。

## 相关人物
法国生物学家皮埃尔·维克多·加尔蒂埃出生于朗戈涅。

## 友好城市
截至2021年12月，朗戈涅共与一座城市互为友好城市关系：
- 德国 阿尔比斯海姆